# Tundla
Tundla ist eine Stadt im indischen Bundesstaat Uttar Pradesh.
Die Stadt ist Teil des Distrikts Firozabad. Tundla hat den Status eines Nagar Palika Parishad. Die Stadt ist in 25 Wards gegliedert. Sie hatte am Stichtag der Volkszählung 2011 50.423 Einwohner, von denen 26.510 Männer und 23.913 Frauen waren. Hindus bilden mit einem Anteil von über 84 % die Mehrheit der Bevölkerung in der Stadt. Die Alphabetisierungsrate lag 2011 bei 86,43 % und damit deutlich über dem nationalen Durchschnitt.
Tundla liegt am National Highway 19 (Delhi–Kolkata), der sie mit der nächsten größeren Stadt Agra verbindet, die 24 km entfernt liegt. Die Stadt dient auch als wichtiger Eisenbahnknotenpunkt in der North Central Railway Zone.